# Рукавичка (казка)

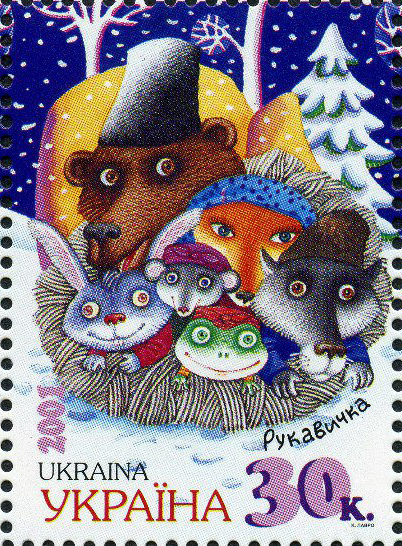
Марки України 2001 року

«Рукавичка» — українська народна казка про загублену «рукавичку», яку знайшли у лісі звірі та вирішили в ній жити. Казка показує привітність між дійовими особами — побратимами, та вчить ділитись добром з іншими й ладнати між собою, навіть у скруті.

## Оповідь
Дід взимку губить рукавичку, в якій оселяється спочатку Мишка. Потім приходить Жаба і прохає впустити її також в рукавичку, щоб зігрітись. Мишка погоджується, після чого притьопує Зайчик, згодом Кабан (в деяких переказах він відсутній), прибігає Лисичка та Вовчик. Перед тим, як заселитися, новачок щоразу запитує дозволу у тварин, які вже там живуть. Останнім гостем хоче бути Ведмідь і зрештою, рукавиця не може вмістити всіх, хто хоче знайти тепло всередині та репається, а невдовзі дідусь повертається за втраченою рукавичкою і тварини тікають від нього.

## Дійові особи
Постаті тварин певною мірою узвичаєні. Чимало казкових героїв набули образно-вираженого значення, уособлюють певну рису їхньої поведінки чи вдачі. Отож, наприклад, лисиця стала символом хитрості, підступності, вовк — жорстокості, заєць — полохливості, кінь — працьовитості, собака — вірності.
Самоназви звучать дуже барвисто завдяки подвійним визначенням -прикладкам: Мишка-шкряботушка, Жабка-скрекотушка, «Зайчик-побігайчик», «Лисичка-сестричка», «Кабан-іклан», «Ведмідь-набрід» — все це допомагає дітям чітко уявити кожну тваринку.

## Образність
Тварини прибувають до рукавички в порядку зростання їхнього розміру (найменша — мишка). Вони дружні одне до одного, хоч рукавичка і маленька для усіх (українське прислів'я: Де є приязнь, там не тісно). Але також можна сказати, що казка висвітлює гірку чару довгого життя в тісноті, адже кожне створіння прагне мати власне, хоча б маленьке помешкання. 
Згідно з українським фольклористом Віктором Давидюком, ця казка відображає календарні мисливські уявлення про порядок полювань на різних тварин. На це зокрема вказує кількість тварин, які приходять до рукавички — 7. Мисливський календар не потребував такої точності, як хліборобський, і мав 7 місяців по 7 тижнів, у яких 7 днів, що спирається на цикл зміни місячних фаз. Назву «ведмідь-набрід» слід розуміти, що це ведмідь-шатун (який не заснув в барлогу на зиму), отже стає останнім об'єктом полювання в році. Поява в казці свійських і непромислових тварин, є нашаруванням пізніших часів, коли утвердилося тваринництво та хліборобство.

## Переклади
Рукавичка була перекладена на різні мови, зокрема англійську, японську, азербайджанську, французьку, німецьку та російську. В Японії казка відома книжками-картинками (видання Gospel Hall Shoten, оприлюднене 1965 року). 